# لارس إيكيرت
لارس إيكيرت (بالألمانية: Lars Eckert)‏ هو لاعب اتحاد الرغبي ألماني، ولد في 24 نوفمبر 1983.